# Amenhotep
Az Amenhotep (ỉmn-ḥtp; „Ámon elégedett”) ókori egyiptomi név. Híres viselői:

## Fáraók
- I. Amenhotep fáraó (XVIII. dinasztia)
- II. Amenhotep fáraó (XVIII. dinasztia)
- III. Amenhotep fáraó (XVIII. dinasztia)
- IV. Amenhotep (Ehnaton) fáraó (XVIII. dinasztia)

## Hercegek
- Amenhotep, IV. Szobekhotep fia (XIII. dinasztia), egy Kairóban őrzött dobozon tüntették fel a nevét
- Amenhotep, II. Amenhotep fia (XVIII. dinasztia)
- Amenhotep (XVIII. dinasztia), a QV82 sírban találták meg múmiáját Minemhatéval együtt. Rokoni kapcsolatait nem sikerült azonosítani.
- Amenhotep, II. Ramszesz fia (XIX. dinasztia), 14. a hercegek listáján

## Hivatalnokok
- Amenhotep, kincstárnok (XIII. dinasztia)
- Amenhotep, háznagy Hatsepszut alatt
- Amenhotep, Kús alkirálya IV. Thotmesz alatt
- Amenhotep, Hapu fia, udvaronc, építész és főtanácsadó III. Amenhotep udvarában
- Amenhotep vezír III. Amenhotep alatt
- Amenhotep, memphiszi háznagy III. Amenhotep alatt
- Amenhotep, Juti fia, kamarás, lásd Fontosabb tisztségviselők III. Amenhotep alatt
- Amenhotep, Kús alkirálya Tutanhamon alatt
- Amenhotep, Memphisz polgármestere II. Ramszesz alatt
- Amenhotep, orvos (XIX. dinasztia)
- Amenhotep, Ámon főpapja (XX. dinasztia)
- Amenhotep, Kakat királyné apja (XXIII. dinasztia). Leszármazottai koporsóin nevezik meg. Viselte „Az isten kegyeltje” címet.